# 賴宏
賴宏（？—？），福建省汀州府永定縣人，清朝政治人物、同進士出身。
光緒十五年（1889年），参加光緒己丑科殿試，登進士三甲64名。同年五月，著交吏部掣签，分发各省以知县即用。擔任广西永淳县、义宁县、永福县、桂平县知县，西隆州、新宁州、横州知州，庆远府安化府同知。